# Kristina Vogel
Kristina Vogel (n. 10 noiembrie 1990, Leninskoye⁠(d), Republica Sovietică Socialistă Kirghiză, URSS) este o ciclistă germană, medaliată olimpică. A participat la 2 ediții ale Jocurilor Olimpice (2012, 2016) în care a câștigat două medalii de aur și o medalie de bronz.